# La Ferté-Loupière
La Ferté-Loupière – miejscowość i gmina we Francji, w regionie Burgundia-Franche-Comté, w departamencie Yonne.
Według danych na rok 1990 gminę zamieszkiwało 540 osób, a gęstość zaludnienia wynosiła 18 osób/km² (wśród 2044 gmin Burgundii La Ferté-Loupière plasuje się na 428. miejscu pod względem liczby ludności, natomiast pod względem powierzchni na miejscu 178.).